# Nepeta teydea
Nepeta teydea ist eine Pflanzenart aus der Gattung der Katzenminzen (Nepeta). Sie ist auf den Kanarischen Inseln endemisch.

## Merkmale

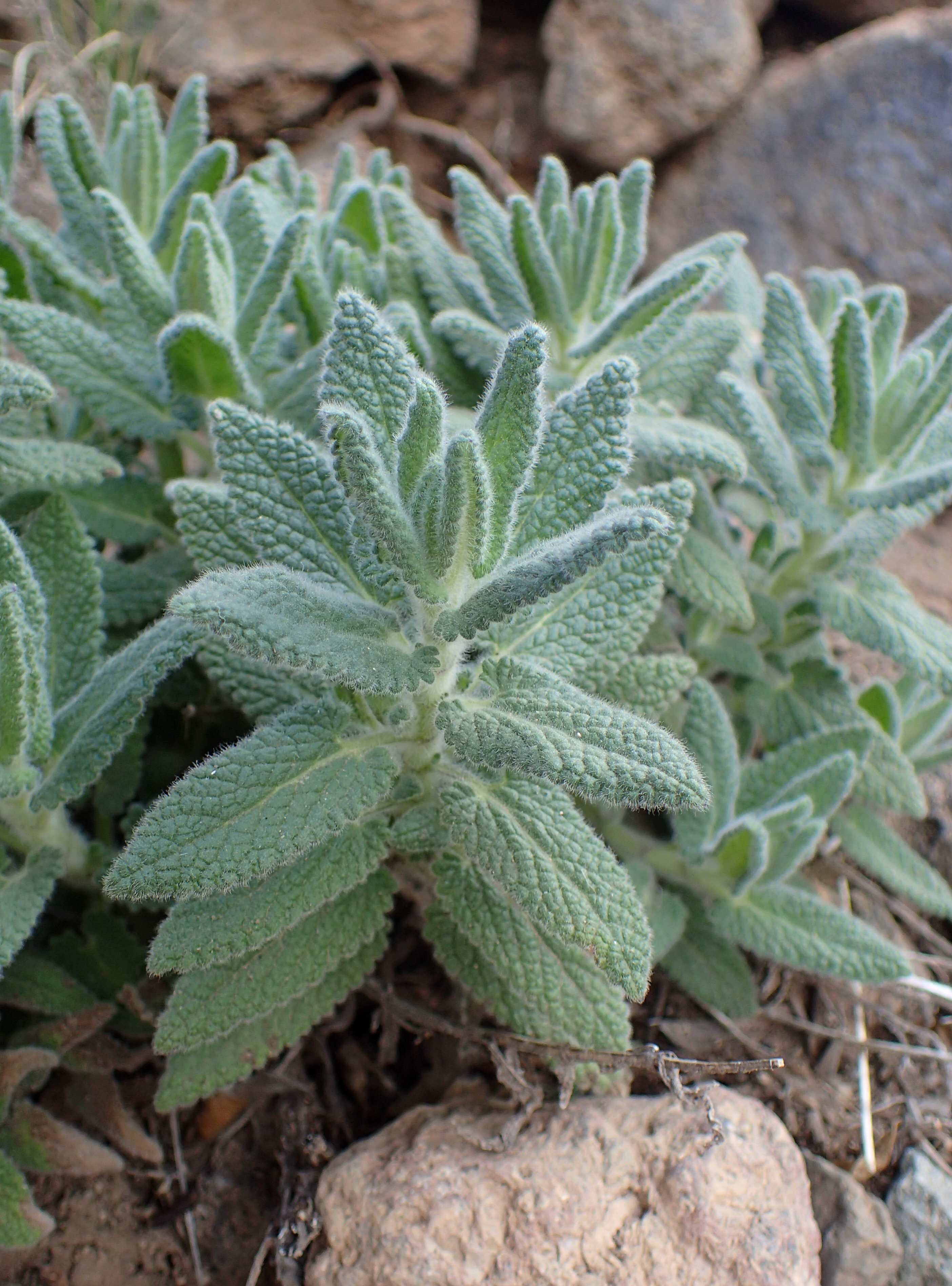
Blätter

Nepeta teydea ist eine am Grund verholzte krautige Pflanze oder ein Halbstrauch. Die Art erreicht Wuchshöhen bis 1 Meter. Die Pflanze ist weich behaart. Die Blätter sind länglich-lanzettlich, stumpf und am Rand grob gezähnt. Die Blütenstände sind meist verzweigt. Kelch und Tragblätter sind meistens purpurn überlaufen. Die Krone ist violettblau.

## Vorkommen
Nepeta teydea ist auf den beiden Kanaren-Inseln La Palma und Teneriffa endemisch. Auf Teneriffa wächst die Art in den Cañadas del Teide in Höhenlagen von 1800 bis 2700 Metern, in Barrancos (Schluchten) kann sie auch in tieferen Lagen vorkommen.

## Belege
- Adalbert Hohenester, Walter Welss: Exkursionsflora für die Kanarischen Inseln. Mit Ausblicken auf ganz Makaronesien. Eugen Ulmer, Stuttgart (Hohenheim) 1993, ISBN 3-8001-3466-7, S. 214 (rjb.csic.es [PDF; 23,2 MB]).